# Colt Canada
Colt Canada Corporation (dawniej Diemaco Inc.) – kanadyjskie przedsiębiorstwo produkujące broń strzelecką, dawniej oddział zakładów Devertek Aerospace Co. Firma produkuje kilka wersji karabinu AR-15/M16 (na licencji). 20 maja 2005 roku przedsiębiorstwo zostało przejęte przez spółkę Colt’s Manufacturing Company i zmieniło nazwę na obecną.
Sztandarowym produktem firmy są karabinki C7, C8 i rkm LSW.